# Giro d'Itàlia de 1938
El Giro d'Itàlia de 1938 fou la vint-i-sisena edició del Giro d'Itàlia i es disputà entre el 7 i el 29 de maig de 1938, amb un recorregut de 3.645 km distribuïts en 18 etapes, tres d'elles dividides en dos sectors i una cronoescalada. 94 ciclistes hi van prendre part, acabant-la 50 d'ells. La sortida i arribada es feu a Milà.

## Història
Aquesta edició del Giro no comptà amb la presència del vencedor en les dues últimes edicions de la carrera, Gino Bartali. Valetti, segon el 1937, s'imposà en la classificació general, en tres etapes i en la classificació de la muntanya.

## Classificacions finals

### Classificació general
| Classificació General                 | Classificació General   | Classificació General | Classificació General |
| Pos.                                  | Ciclista                | Equip                 | Temps                 |
| ------------------------------------- | ----------------------- | --------------------- | --------------------- |
| 1                                     | Giovanni Valetti (ITA)  | Fréjus                | 112h 49' 28"          |
| 2                                     | Ezio Cecchi (ITA)       | Gloria                | + 8' 52"              |
| 3                                     | Severino Canavesi (ITA) | Gloria                | + 9' 06"              |
| 4                                     | Settimio Simonini (ITA) | US Canelli            | + 15' 50"             |
| 5                                     | Michele Benente (ITA)   | US Canelli            | + 19' 40"             |
| 6                                     | Walter Generati (ITA)   | Bianchi               | + 22' 02"             |
| 7                                     | Cesare del Cancia (ITA) | Fréjus                | + 24' 07"             |
| 8                                     | Karl Litschi (SUI)      | Olympia               | + 29' 24"             |
| 9                                     | Ruggero Balli (ITA)     | Bianchi               | + 32' 23"             |
| 10                                    | Aladino Mealli (ITA)    | Wolsit                | + 38' 38"             |
| 94 participants, 50 acabaren la cursa |                         |                       |                       |

### Classificació de la muntanya
|   | Ciclista               | Equip  | Punts |
| - | ---------------------- | ------ | ----- |
| 1 | Giovanni Valetti (ITA) | Fréjus | --    |
| 2 | Giordano Cottur (ITA)  | Lygie  | --    |
| 3 | Ezio Cecchi (ITA)      | Gloria | --    |

## Etapes
| Etapa   | Data       | Recorregut                           | Km  | Vencedor d'etapa        | Líder de la general     |
| ------- | ---------- | ------------------------------------ | --- | ----------------------- | ----------------------- |
| 1a      | 7 de maig  | Milà – Torí                          | 182 | Marco Cimatti (ITA)     | Marco Cimatti (ITA)     |
| 2a      |            | Torí - San Remo                      | 204 | Mario Vicini (ITA)      | Mario Vicini (ITA)      |
| 3a      |            | San Remo - Santa Margherita Ligure   | 172 | Giovanni Gotti (ITA)    | Cesare del Cancia (ITA) |
| 4a (a)  |            | Santa Margherita Ligure - La Spezia  | 81  | Giovanni Valetti (ITA)  | Cesare del Cancia (ITA) |
| 4a (b)  |            | La Spezia - Montecatini Terme        | 110 | Walter Generati (ITA)   | Cesare del Cancia (ITA) |
| 5a      |            | Montecatini Terme - Chianciano Terme | 184 | Salvatore Crippa (ITA)  | Cesare del Cancia (ITA) |
| 6a      |            | Chianciano Terme - Rieti             | 160 | Adolfo Leoni (ITA)      | Cesare del Cancia (ITA) |
| 7a (a)  |            | Rieti - Terminillo (CRI)             | 20  | Giovanni Valetti (ITA)  | Cesare del Cancia (ITA) |
| 7a (b)  |            | Rieti - Roma                         | 152 | Cino Cinelli (ITA)      | Cesare del Cancia (ITA) |
| 8a      |            | Roma - Nàpols                        | 234 | Raffaele di Paco (ITA)  | Cesare del Cancia (ITA) |
| 9a      |            | Nàpols - Lanciano                    | 221 | Giordano Cottur (ITA)   | Giovanni Valetti (ITA)  |
| 10a     |            | Lanciano - Ascoli Piceno             | 149 | Raffaele di Paco (ITA)  | Giovanni Valetti (ITA)  |
| 11a     |            | Ascoli Piceno - Ravenna              | 268 | Cino Cinelli (ITA)      | Giovanni Valetti (ITA)  |
| 12a     |            | Ravenna - Treviso                    | 199 | Raffaele di Paco (ITA)  | Giovanni Valetti (ITA)  |
| 13a     |            | Treviso - Trieste                    | 207 | Cesare del Cancia (ITA) | Giovanni Valetti (ITA)  |
| 14a     |            | Trieste - Belluno                    | 243 | Olimpio Bizzi (ITA)     | Giovanni Valetti (ITA)  |
| 15a     |            | Belluno - Recoaro Terme              | 154 | Giovanni Valetti (ITA)  | Giovanni Valetti (ITA)  |
| 16a     |            | Recoaro Terme - Bèrgam               | 272 | Diego Marabelli (ITA)   | Giovanni Valetti (ITA)  |
| 17a     |            | Bèrgam - Varese                      | 154 | Cesare del Cancia (ITA) | Giovanni Valetti (ITA)  |
| 18a (a) | 29 de maig | Varese - Locarno                     | 100 | Leo Amberg (SUI)        | Giovanni Valetti (ITA)  |
| 18a (b) | 29 de maig | Locarno - Milà                       | 180 | Olimpio Bizzi (ITA)     | Giovanni Valetti (ITA)  |